# Salve Mater Salvatoris
Salve Mater Salvatoris è un inno in lingua latina dedicato alla Theotókos, Maria Vergine madre di Gesù.

## Descrizione storica
Il componimento risale all'Alto Medioevo. 

Nel XVIII e XIX secolo, era solitamente cantato insieme al Magnificat durante il mese mariano di maggio.
Il testo latino è composto in quartine a rima baciata.
 
Tra i vari titoli: sposa eletta di Dio, concepita senza peccato (il dogma è proclamato nel 1854, anche sulla base di una tradizione popolare antica), "avvocata (e mediatrice) dei peccatori" (advocata peccarorum).

## Testo
Riportiamo la forma breve del testo latino, e la traduzione che lo rende in forma semipoetica.
Salve Mater Salvatoris
| Salve, Mater Salvatoris, Fons salutis, vas honoris; Scala coeli, porta et via, Salve semper, o Maria. Salve, Dei spònsa electa Sine macula, concepta; Tota pulchra atque formosa, Salve, o Virgo gloriosa. Salve, o rosa sine spina; Regis Mater ac Regina, Decus mundi et stella maris, Inter omnes singularia. Vera salus infirmorum, Advocata peccatorum, Afflictorum consolatrix, Dulcis Jesu Genitrix, Hanc devotam civitatem, Eius loca atque gentem Salva semper et custodi, O spes nostra, nos exaudi. Terraemotu semper serva; Peste et bello nos preserva, Atque auxilium presta, o clemens, Alma mater: Virgo potens, Tu columna nostra fortis, Nos conforta in hora mortis Sancta parens, virgo pia, Salve semper, o Maria. | Salve, o Madre del Salvatore, Scampo a noi, vaso d'onore, Scala al cielo, porta e via, Dio ti salvi, ognor Maria. Dio ti salvi, sposa eletta, Senza il primo error, concetta, Tutta bella e graziosa. Salve o Vergin gloriosa. Salve, o rosa senza spina, Del gran Re madre e regina; Lustro al mondo, astro del mare, O fra tutte singolare. O Salute dei malati, O Rifugio ai traviati, D'ogni mal Consolatrice, Di Gesù gran Genitrice. Tieni ognor nel bene immota, Questa terra a te devota. Nostra speme, a voi arridi De' tuoi servi amanti e fidi, Delle scosse della terra Ne preserva e dalla guerra; Allor soccorrici clemente, Madre pia, Vergin potente, Tu colonna nostra forte, Ne difendi nella morte. Santa Madre, Vergin pia, Dio ti salvi ognor Maria. |